# Statuenmenhire von Pousthomy

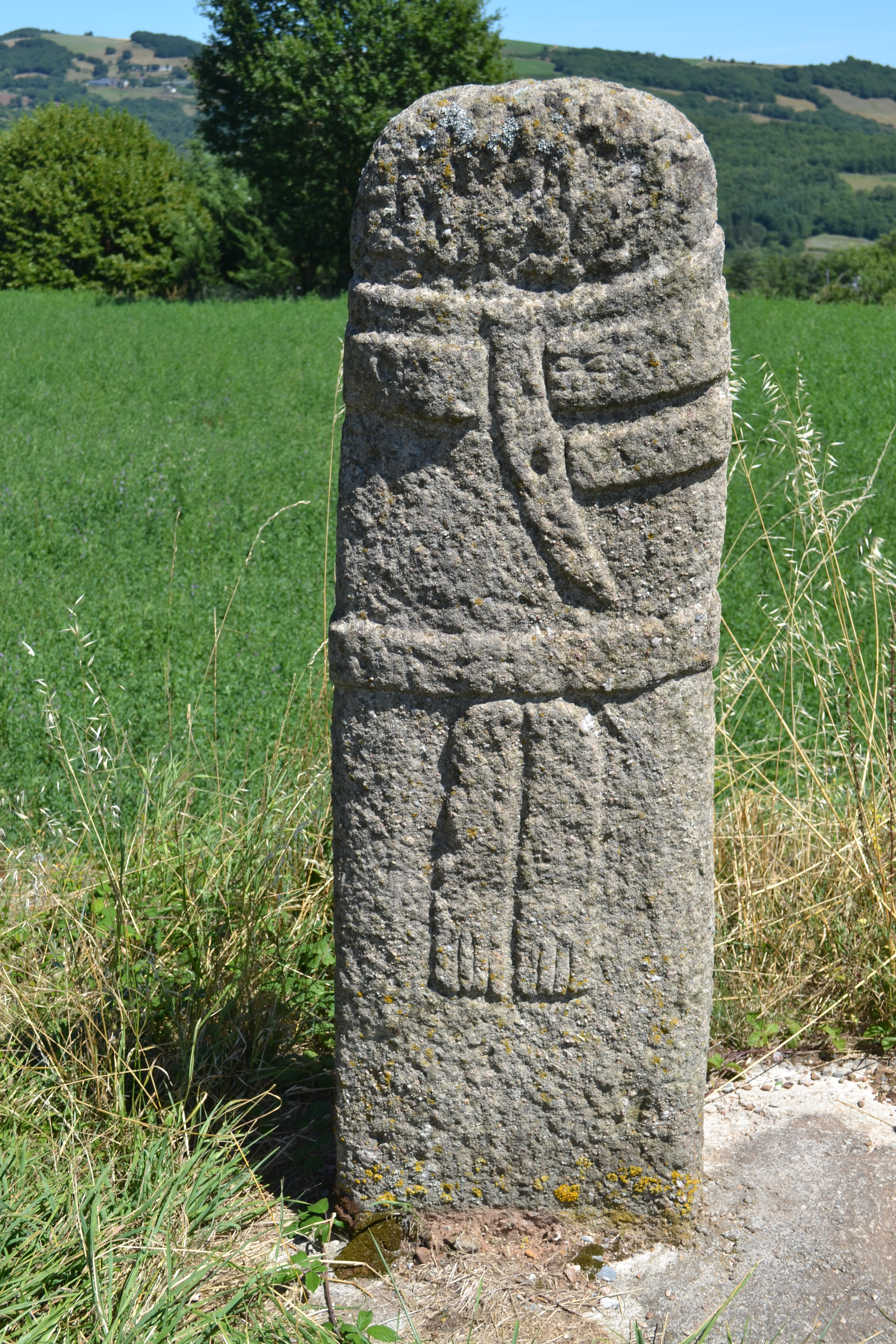
Statuenmenhir 2 von Pousthomy

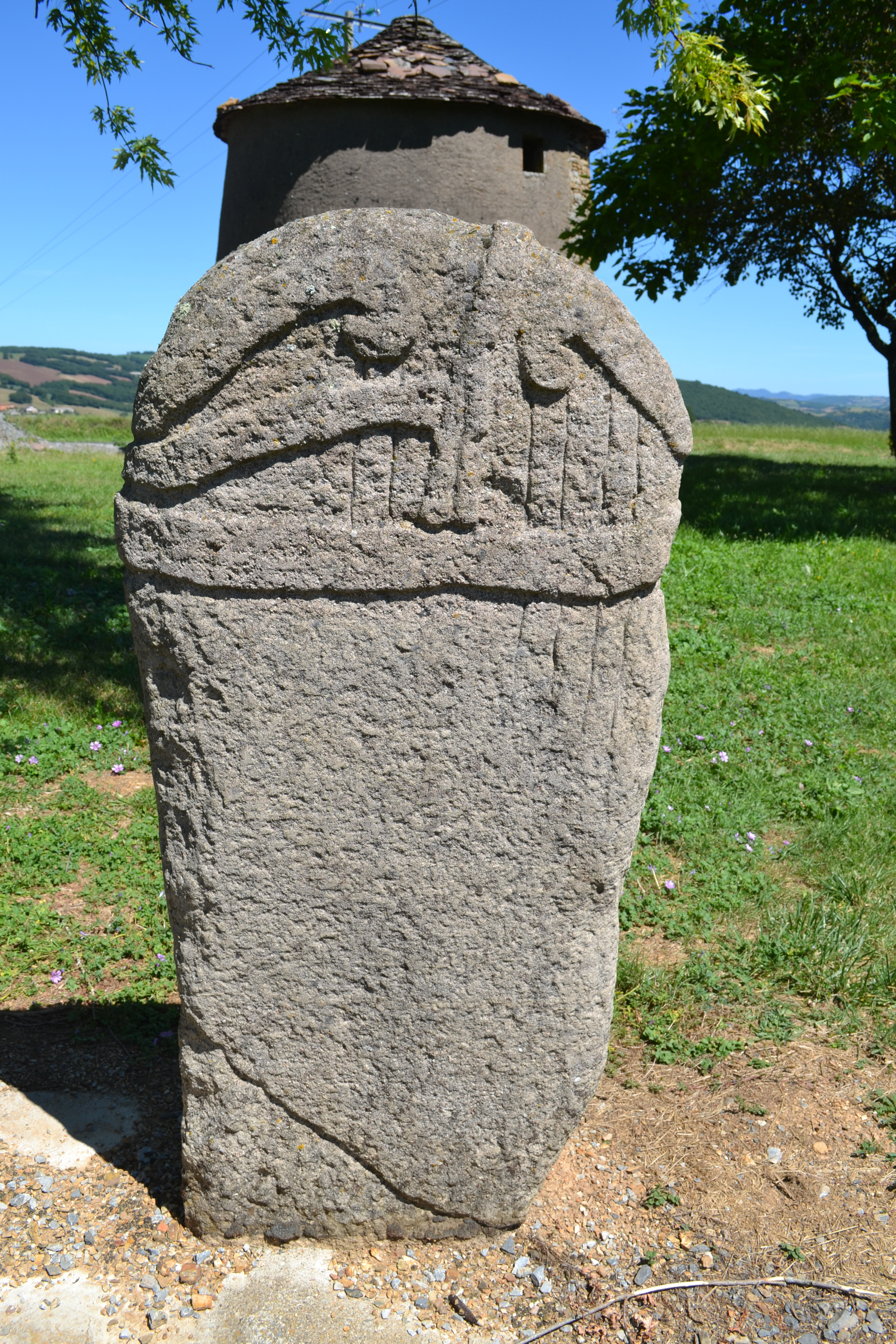
Statuenmenhir 1 von Pousthomy

Die beiden Statuenmenhire von Pousthomy stehen als Repliken auf Hügeln südlich und nordöstlich von Pousthomy bei Saint-Sernin-sur-Rance am Westrand des Département Aveyron in Frankreich. Die Originale befinden sich im Musée Fenaille in Rodez.
Die auf den Zeitraum zwischen 3300 und 2200 v. Chr. datierten Statuenmenhire vom Typ Rouergue wurden 1861 von Paul F. A. Foulquier-Lavergne (1808–1905) entdeckt. Beide Steine sind im oberen Bereich leicht beschädigt, zeigen aber die typischen Attribute der Gattung.
Etwa 130 Statuenmenhire des Typs Rouergue (die größte Gruppe neben „Corse“, „Garrigues“ und „Provençal“) existieren in den Départements Tarn und Aveyron.
In der Nähe steht die Replik des Statuenmenhirs von Saint Maurice d’Orient.

## Lage
- Statuenmenhir 1: südlich des Ortes an der D 33 ⊙
- Statuenmenhir 2: nordöstlich des Ortes ⊙